# Kazuya Kawabata
Kazuya Kawabata (født 22. oktober 1981) er en japansk professionel fodboldspiller.
Han har spillet for flere forskellige klubber i sin karriere, herunder Consadole Sapporo, Roasso Kumamoto, Giravanz Kitakyushu, V-Varen Nagasaki og FC Ryukyu.